# ماروین جانسون (بوکسر)
ماروین جانسون (انگلیسی: Marvin Johnson؛ زادهٔ ۱۲ آوریل ۱۹۵۴) بوکسور اهل ایالات متحده آمریکا است.